# Canopus (essai nucléaire)
Pour les articles homonymes, voir Canopus.
Canopus est le nom du 30e essai nucléaire français destiné à expérimenter pour la première fois une arme à fusion nucléaire, dite bombe H à partir d'une fusion D-Li6, déclenché par la réaction de fission avec de l'Uranium 235. Il a eu lieu le 24 août 1968 à 8 h 30 (heure tahitienne) au-dessus de l'atoll de Fangataufa sur le territoire de la Polynésie française sous ballon captif d'une altitude de 520 m avec une puissance de 2,6 Mt.

## Historique

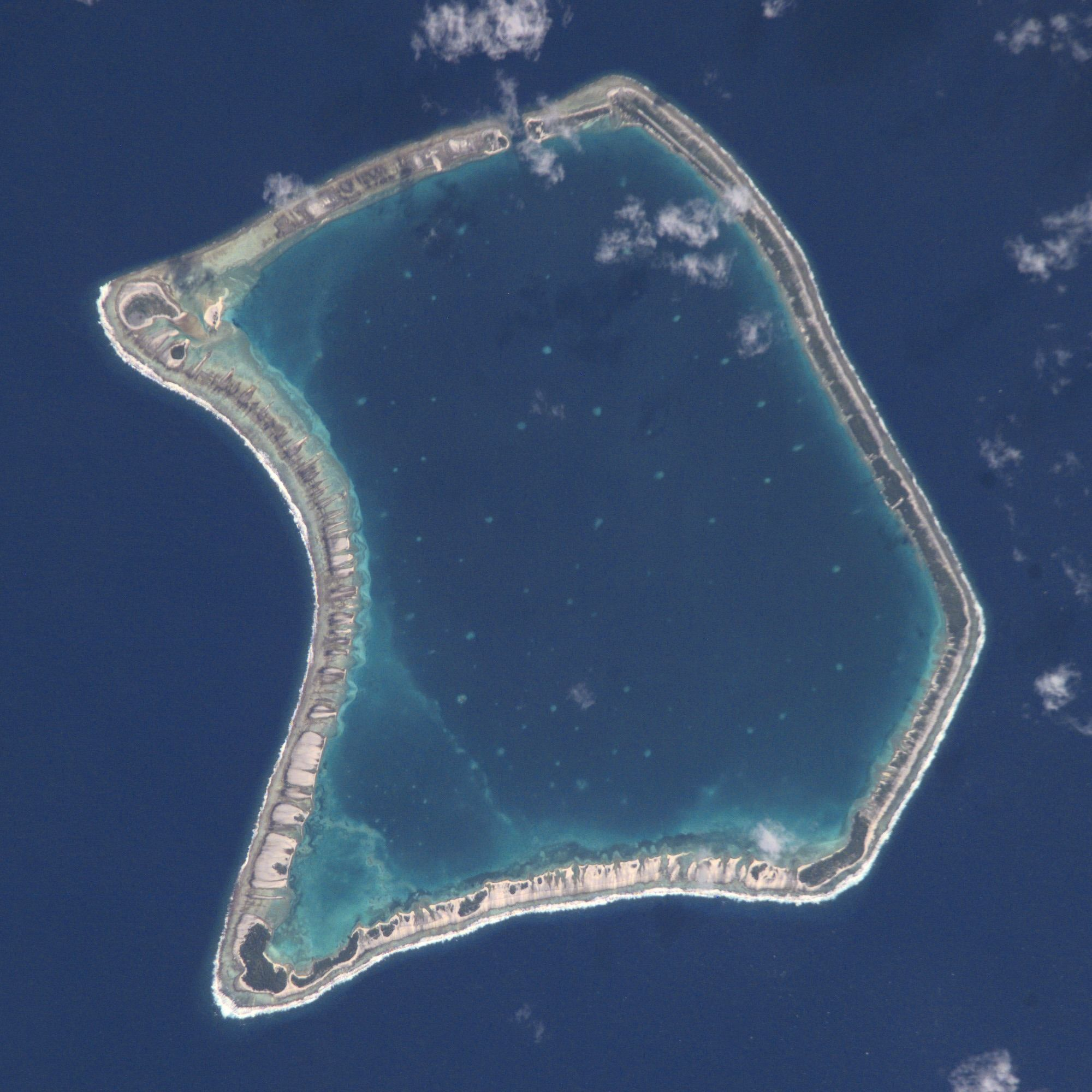
Fangataufa en 2001.

En 1966, la France a été en mesure d'utiliser la fusion d'isotopes de l'hydrogène pour doper la fission du plutonium. Robert Dautray, physicien nucléaire, est choisi par le CEA pour mener l'effort de développement visant à construire une arme à deux étages (fission-fusion). La France n'a pas alors la capacité de produire les matériaux nécessaires pour les deux étapes du dispositif thermonucléaire. L'achat de 151 tonnes d'eau lourde à la Norvège et de 168 tonnes supplémentaires provenant des États-Unis est nécessaire. Cette eau lourde est mise dans les réacteurs nucléaires Celestins I et II de l'usine de Marcoule en 1967 pour produire le tritium nécessaire pour le dispositif.
La France teste le nouveau dispositif dans le cadre d'une série de cinq tirs effectués en Polynésie française entre juillet et septembre 1968. Fangataufa est choisi comme l'emplacement de l'explosion en raison de son isolement, à l'écart de la base principale se situant à Moruroa.
Le général de Gaulle doit assister à ce premier tir d'une bombe H, mais à la suite des évènements politiques de Mai 68, il est remplacé par Robert Galley, ministre délégué auprès du Premier ministre, chargé de la Recherche scientifique et des Questions atomiques et spatiales du gouvernement Maurice Couve de Murville, qui commande le tir Canopus depuis la passerelle du navire amiral, le croiseur antiaérien De Grasse.
Au même moment, ce jour-là, à Mangareva, naissait un petit garçon que ses parents prénommèrent Jean Canopus, en honneur de la première bombe thermonucléaire française. Quelques mois plus tard lors d’un passage à Mangareva, le ministre Robert Galley insista pour devenir le parrain de Jean Canopus.

Le marin français Serge Lecordier, parti a Fangataufa  juste après le tir, décrit le spectacle qui s’offre à ses yeux :
A bâbord, nous regardons effrayés l’immense tour de télécommunication quasiment pliée en deux. Le lagon est tout blanc. Il est jonché de milliers de cadavres de poissons. A terre, c’est un spectacle d’apocalypse : il n’y a plus un cocotier debout et il y a des feux à leur base. Des nuages de mouches sont déjà sur les cadavres avec cette acre odeur de brûlé. Nous arrivons en face du blockhaus Frégate. Notre tâche est de récupérer les « corps morts », ces énormes blocs de bétons qui fixaient les câbles du ballon. Nous devons les remonter du fond du lagon pour les replacer en face de Denise pour fixer le ballon de Procyon.
La première bombe H française a tiré la plus grande partie de son énergie de la fusion d'atomes légers provenant du deutérure de lithium (D-Li6). Son fonctionnement a été celui qui était "strictement prévu par la théorie", et elle se compare aux meilleures expériences américaines. La puissance a été de 2 mégatonnes. Se défendant contre les accusations de lenteur dans le déroulement de la mise au point, les ministres ont fait remarquer que nous avions obtenu du premier coup "une complète maîtrise du processus de fusion thermonucléaire " et que notre bombe H devait se comparer non à la première bombe H américaine de 1952 mais à celles de 1956. Selon M. Galley, les spécialistes du CEA sont maintenant capables de construire des bombes nucléaires de n'importe quelle puissance.

## Caractéristiques
Les vents au sol jusqu'à 1,5 km viennent du nord-nord-ouest avec une vitesse faible, de 11,112  à 18,52 km/h. Entre 1,5 km à 3 km, vent d'ouest faible tournant au sud-ouest. De 3 km à 19 km, les vents du sud-ouest se renforcent atteignant 83,34 km/h à 15 km. La tropopause est située à 15,5 km. À la stabilisation (H+10min), la tête du nuage atteint 24 km, sa base 14,8 km et son rayon 21,6 km.
La présence de nuages dans la basse stratosphère masque le point zéro à de nombreux observateurs présents sur les bateaux opérationnels à l'instant du tir, laissant croire un court instant à l'absence de réaction nucléaire, mais très vite le champignon nucléaire émerge au-dessus des couches nuageuses confirmant la réalité de ce premier essai thermonucléaire.
Des prélèvements sont effectués par avions Vautour et par 10 fusées tirées dans le nuage (638 P et  638  G). Les hélicoptères (Super Frelon et HSS) de repêchage des têtes de fusées décollent du porte-avions Clemenceau à H+10min.
La bombe, d'une masse d'environ trois tonnes, est suspendue sous un ballon captif gonflé à l'hydrogène. Elle explose à 18 h 30 GMT à une altitude de 550 mètres, avec un rendement de 2,6 mégatonnes, ce qui en fait l'essai le plus puissant jamais réalisé par la France. Originellement Canopus devait avoir une puissance de 3 Mt, finalement pour des raisons de sécurité radiologique, la puissance a été réduite à 2,6 Mt.
C'est également le seul essai français où les autorités font évacuer un territoire : tous les habitants de l'atoll de Tureia, situé à une centaine de kilomètres au nord de Fangataufa, sont invités à rejoindre Papeete sans que soient officiellement évoqués les risques de retombées radioactives.
Par la réussite de sa détonation, la France devient la cinquième nation thermonucléaire, après les États-Unis, l'Union soviétique, le Royaume-Uni et la République populaire de Chine. Charles de Gaulle déclare « C’est un magnifique succès pour l’indépendance et la sécurité de la France ».
L'expérimentation nucléaire Canopus a permis le développement de la toute première bombe thermonucléaire française, la TN 60.

## Conséquences radiologiques

### Conséquences radiologiques sur les sites d'expérimentations
Les effets mécaniques et thermiques sur l'atoll de Fangataufa sont importants avec plusieurs foyers d'incendie, la destruction de la tour Empereur située à 6 km du point zéro et les dégâts occasionnés à la piste d'aviation.
Compte tenu du risque de contamination des zones de Moruroa dont l'accès avec un minimum de contraintes est nécessaire pour la préparation du tir suivant et la récupération des enregistrements le jour du tir, un effort de protection des zones sensibles est réalisé.
À cet effet, une pellicule plastique étanche est appliquée par pulvérisation sur des aires bétonnées. Pour améliorer, la tenue mécanique de ce plastique et faciliter un arrachage ultérieur éventuel, une trame en fibre de verre est déroulée sur le béton avant la pulvérisation.
Près du point zéro, afin d'éviter que le revêtement ne soit brûlé lors du flash thermique, la surface est protégée par 3 cm  d'eau  ou  de  sable,  Par ailleurs  un dispositif  d'arrosage  en  pluie alimenté par un pompage dans l'océan, assure en continu une pluie de 7 mm/h.
Sont ainsi protégés, à Fangataufa environ 1 hectare (3,5 km2 au PEA Frégate et 6,5 km2 au PEE), à Moruroa une dizaine d'hectares (5 km2 à Dindon, 7,7 km2 en zone Anémone et 96 km2 dans la zone aéroportuaire dont 26 km2 par arrosage en pluie).
Après l'essai, on note une activation de la zone terrestre proche du PEA Frégate (20 à 30 µSv/h à H+1), une retombée importante constituée uniquement de produits d'activation du lagon touche la partie est de l'atoll entre le PEA et le point Fox. Au sud de ce point, jusqu'à Echo, la retombée est d'un niveau plus faible mais avec un mélange de produits de fission et d'activation. Toutes les contraintes radiologiques imposées dans la zone du PEA sont levées à J+5 après dégagement et assainissement des aires bétonnées.
Dans le lagon, aucune trace de produits de fission n'est détectée, toute l'activité est due aux produits d'activation de l'eau de mer. Lors de la mission de reconnaissance héliportée à H+6 il est relevé un débit de dose maximal de 30 µSv/h à un mètre au-dessus de la surface de l'eau, l'activité volumique maximale mesurée est de 2,997 GBq/m3 à H+7h30. Dès J+2, l'activité est presque uniformément répartie dans le lagon. Aucune retombée n'est constatée sur l'atoll de Moruroa.
Le jour J, les missions de reconnaissance héliportées à partir des TCD Orage et TCD Ouragan ne posent aucun problème. Un contrôle radiologique est toutefois effectué à leur retour pour détecter une éventuelle contamination des appareils ou du personnel.
De J+1 à J+3, les missions héliportées vers Fangataufa sont contrôlées au niveau de la cabine VD I ; pendant cette période, 120 personnes sont équipées. La contamination observée se limite aux chaussures "pataugas" des intervenants. Aucune contamination n'est détectée sur les équipements à partir de J+3.
À J+3, commence l'assainissement de la zone Frégate. Embarqué sur deux bateaux de type Edic, le matériel d'intervention est acheminé sur Fangataufa. Le personnel ne réside pas sur place, il est transporté de Mururoa par vedette 50 places. Une cabine Vestiaire-Douche sur ponton est mise en place le long du quai pour le contrôle de l'accès au chantier. De J+3 à J+9, 380 personnes sont équipées et contrôlées, aucune dose et aucune contamination du personnel n'est constatée. Les aires bétonnées de la zone Frégate sont déclarées "froides" à J+5.
Les doses maximales reçues par le personnel sont les suivantes :
- entre 5 et 6 mSv pour 5 personnes (dont 2 aviateurs et 3 personnes de l'aire de délestage des fusées).
- entre 1 et 5 mSv pour 18 personnes[5].

La modicité des doses reçues lors des interventions sur des filtres ou fusées présentant des débits de doses compris entre 100 et 300 mSv/h est obtenue par un calcul minutieux des temps de travail (quelques minutes), le travail à distance à 3 m et la rotation du personnel.
Comme pour l'essai précédent, un contrôle systématique par anthropogammamétrie de 79 personnes montre l'absence de contamination interne.

### Retombées proches en Polynésie française
La trajectoire des retombées s'oriente suivant un axe dirigé vers le nord-est, le niveau d'activité attendu est faible, Les jours J, J+1, les PCR de Tureia et Reao détectent une montée de la radioactivité atmosphérique (respectivement 2,59 Bq/m3 à H+16 et 10,36 Bq/m3 à H+24). Il en est de même sur Pukarua.
Les doses reçues sont faibles, quelques dixièmes de microsievert (3 µSv pour Reao). Sur les atolls inhabités du Groupe Actéon, les valeurs du débit de dose de rayonnement absorbée sont plus élevées à Maria (3,8 µSv/h à H+11), Matureivavao (6 µSv/h) et Marutea (2 µSv/h).
Les barrages de bouées, mis en place au nord-est des sites d'expérimentations, détectent la trace de la retombée :
- Le barrage Zoulou avec un maximum de 5 µSv/h entre H+3h30 et H+4h30[5].

- Le barrage Yankee avec un maximum de 25 µSv/h à H+7[5].

- Le barrage Whisky avec un maximum de 25 µSv/h à H+7[5].

### Retombées mondiales
Les faibles valeurs constatées sont dues à l'injection stratosphérique de la majeure partie de la radioactivité compte tenu de la puissance de l'expérimentation et de sa réalisation en altitude sous ballon. Sur l'ensemble de la Polynésie, les retombées mondiales après un tour de l'hémisphère Sud sont perceptibles au niveau de 0,037 Bq/m3 entre J+17 et J+48.

## Soutien de la Marine nationale française: la force Alfa (1966-1968)
En 1964-1966, la Marine nationale française mobilise plus de 100 bâtiments pour la construction des installations du Centre d'expérimentation du Pacifique (CEP) en Polynésie française, comprenant un quartier-général à Papeete, la BA 185 avancée à Hao (460 km au nord-ouest de Moruroa), le polygone de tir atomique de Moruroa et le polygone de tir atomique de Fangataufa. À l'été 1965, la Marine nationale française crée le Groupe aéronaval du Pacifique (dit groupe Alfa puis force Alfa) de plus de 3 500 hommes, comprenant le porte-avions Foch et six autres bâtiments (les escorteurs d’escadre Forbin, La Bourdonnais et Jauréguiberry, les pétroliers La Seine et Aberwrach, le bâtiment de soutien Rhin). La force Alfa appareille le 23 mars 1966 de Toulon et aborde la Polynésie française le 22 mai 1966 afin de superviser les essais atmosphériques no 18 « Aldébaran », no 19 « Tamouré », no 20 « Ganymède » et no 21 « Bételgeuse ». Durant la traversée, la France quitte le commandement intégré de l'OTAN.
Le groupe aérien embarqué du Foch comprend 24 avions (12 avions de sûreté Alizé, 8 avions d’assaut Étendard IV-M et 4 avions de reconnaissance Étendard IV-P) et 22 hélicoptères (10 HSS-1, 6 Alouette II et 6 Alouette III) et est chargé de surveiller et sécuriser la zone dite « dangereuse » (dispositif Phoebus). Après que sont repérés à plusieurs reprises dans la zone d'exclusion le bâtiment de recherches scientifiques USS Belmont (en) et le navire de contrôle de missiles et d'engins spatiaux USS Richfield (en), un sous-marin de nationalité inconnue et un avion ravitailleur (vraisemblablement d'observation et de recueil de prélèvements atomiques) KC-135 de l'USAF no 9164, le 19 juillet 1966 à 5 h 5, un Mirage IV no 9 largue sa bombe A AN-21 à chute libre no 2070 au large de Moruroa. Après deux autres tirs le 24 septembre 1966 et le 4 octobre 1966, la force Alfa quitte la Polynésie française le 2 novembre 1966.
La seconde Force Alfa quitte Toulon le 12 mars 1968 pour arriver en Polynésie française le 16 mai. Elle comprend le porte-avions Clemenceau et les mêmes autres bâtiments que lors de la campagne de 1966 (les trois escorteurs d’escadre, les deux pétroliers et le bâtiment de soutien). Ce groupe est complété, sur zone, par la Division des avisos du Pacifique, composée des Protet, Commandant Rivière, Amiral Charner, Doudart de Lagrée et EV Henry. Quant au groupe aérien, il est composé d’Alizé, d’Étendard IV-M et d’hélicoptères HSS-1, Alouette II, Alouette III et Super Frelon. Le 24 août 1968, l’essai no 30 « Canopus » d’une bombe H, exécuté à Fangataufa, libère 2,6 mégatonnes. Plusieurs bâtiments américains et quelques chalutiers soviétiques sont aperçus lors de la campagne de tir. Avec la venue de la force Alfa, l'ensemble du dispositif naval présent autour des deux atolls a représenté plus de 40 % du tonnage de la flotte française, soit 120 000 tonnes.

## voir aussi